# Yolande Arsène-Henry
Yolande Arsène-Henry, née Yolande Lefèvre d'Ormesson le 28 décembre 1880 et morte le 1er janvier 1974, est une écrivaine française.

## Biographie
Yolande Marguerite Marie Yseult Françoise de Paule Lefevre d'Ormesson est née le 28 décembre 1880 à Pau dans le département des Pyrénées-Atlantiques du mariage d'Olivier Gabriel François de Paule Lefevre d'Ormesson et de Marguerite Marie Hélène du Breuil-Hélion de la Guéronnière. Elle est la sœur du diplomate André d'Ormesson et de Wladimir d'Ormesson,  académicien, écrivain, journaliste et diplomate.
Le 17 janvier 1927 à Paris dans le 7e arrondissement, elle épouse Marc Charles Arsène Henry dit Charles Arsène-Henry, conseiller de l'ambassade de France près le Saint-Siège.
Durant les quatre années de la Première Guerre mondiale, elle exerce en tant qu'infirmière bénévole.
Au Japon, où son mari est ambassadeur, elle apporte son soutien à l'Église catholique, notamment en tenant des réunions à l'ambassade au profit de la Croix-Rouge française, en communiquant des informations à son frère Wladimir d'Ormesson, ambassadeur de France près le Saint-Siège. Elle est surnommée Zenobie par Kikou Yamata, qu'elle fréquente souvent.
Grande voyageuse, elle se consacre également à l'archéologie et à la musique, donnant elle même des récitals,,,,.
Écrivaine française, elle est primée par l'Académie française.
Elle meurt le 1er janvier 1974 à Neuilly-sur-Seine.

## Distinctions
En 1935, elle est décorée de l'ordre du Sauveur en 1935 en remerciement de son action dans différents pays en faveur de l'art grec.
En 1958, elle est lauréate du prix Saintour de l'Académie française.
Elle est également lauréate de l'école du Louvre.

## Œuvres
- Égypte, Syrie, Palestine : carnets de route, septembre-novembre 1923, 1924
- Les plus beaux textes sur le Saint-Esprit (préface du cardinal Valerio Valeri), 1958 puis réédité en 1968 aux éditions P. Lethielleux (ASIN B0014QMNZ4)

## Pour approfondir